# Hieronyma duquei
Hieronyma duquei är en emblikaväxtart som beskrevs av José Cuatrecasas. Hieronyma duquei ingår i släktet Hieronyma och familjen emblikaväxter. Inga underarter finns listade i Catalogue of Life.